# Jerejmentau
För andra betydelser, se Jerejmentau (olika betydelser).
Jerejmentau (kazakiska och ryska: Ерейментау) är en ort i Kazakstan. Den ligger i oblystet Aqmola, i den centrala delen av landet, 120 km öster om huvudstaden Astana. Jerejmentau ligger 397 meter över havet och antalet invånare är 14 169. Jerejmentau är huvudort i distriktet Jerejmentau.
Terrängen runt Jerejmentau är platt. Runt Jerejmentau är det mycket glesbefolkat, med 3 invånare per kvadratkilometer. Trakten runt Jerejmentau består i huvudsak av gräsmarker.